# Ruberval Pilotto
Ruberval Francisco Pilotto (Urussanga, 16 de julho de 1947) é um engenheiro e político brasileiro.

## Vida
Filho de Dionísio Pilotto e de Benigna Bez Fontana Pilotto, diplomou-se em engenharia civil. Casou com Maria Cristina Pilotto, com quem teve filhos.

## Carreira
Foi deputado à Assembleia Legislativa de Santa Catarina na 10ª legislatura (1983 — 1987), eleito pelo Partido Democrático Social (PDS).
Foi deputado à Câmara dos Deputados na 48ª legislatura (1987 — 1991) e na 49ª legislatura (1991 — 1995).